# بيزلي (تصميم)

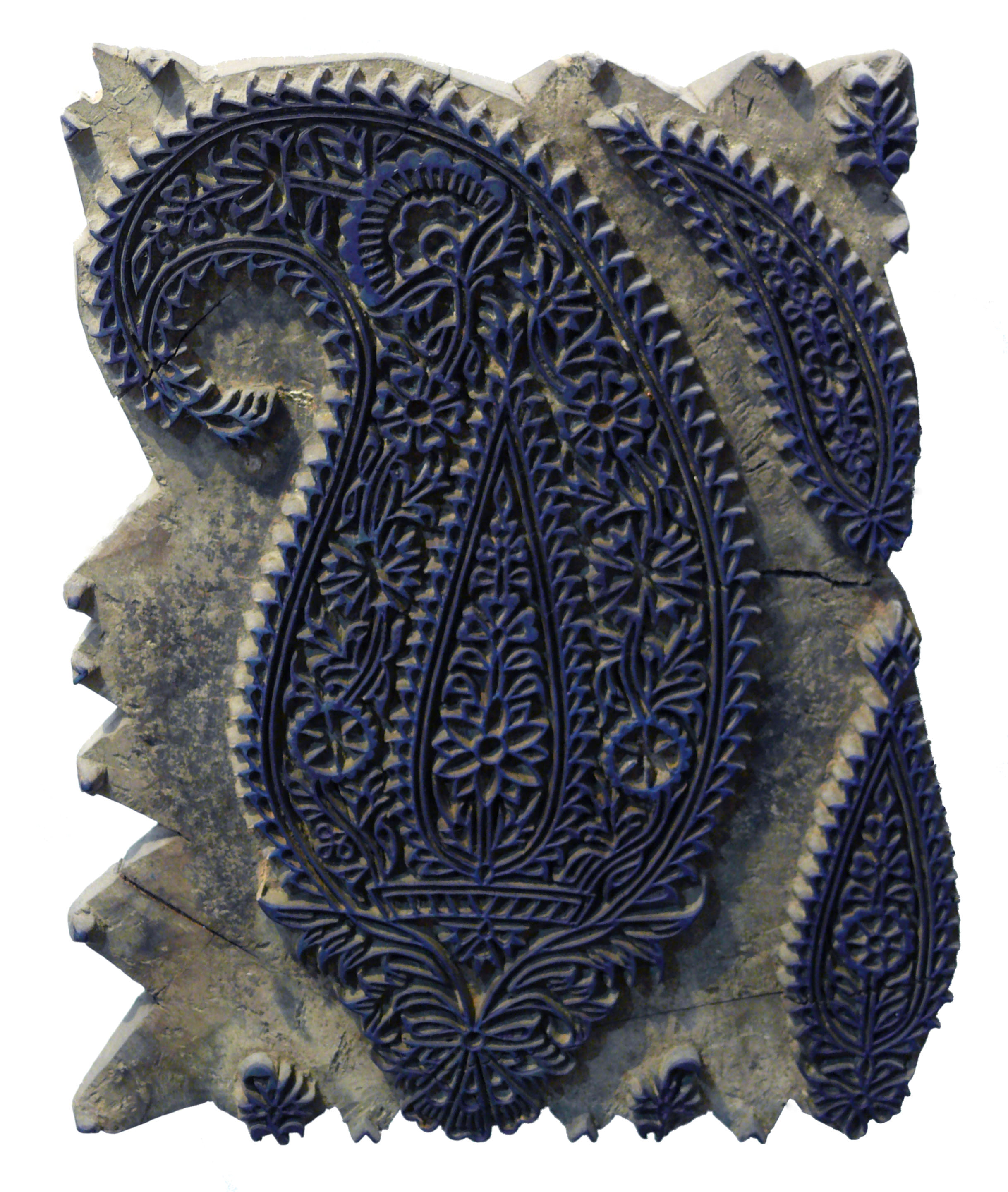
طبّاعة خشبية يدوية للنسيج بالتصميم التقليدي للبيزلي، أصفهان، إيران

البيزلي أو نقشة البيزلي هو لفظ إنجليزي يُستخدم للإشارة إلى تصميم يعتمد على شكل «البتة»، وهو تصميم عضوي على شكل قطرة من أصول فارسية. شاع تصميم البيزلي في الغرب في القرنين الثامن عشر والتاسع عشر وذلك بعد استيراد أقمشة ونسيج تحمل نقشة البيزلي في شكلها في فترة ما بعد المغول من الهند.

## الأصول
لنقشة البيزلي الشبيهة بالتين أصول فارسية، أما الاسم الغربي «بيزلي» فيأتي من بلدة بيزلي في غرب اسكتلندا حيث كانت مركز لصناعة النسيج بتصميمات البيزلي.